# Кубок Бельгії з футболу 2012—2013
Кубок Бельгії з футболу 2012–2013 (нід. Beker van België) — 58-й розіграш кубкового футбольного турніру в Бельгії. Володарем Кубку вчетверте став Генк.

## Календар
| Раунд           | Дата                                 | Матчі | Клуби     |
| --------------- | ------------------------------------ | ----- | --------- |
| Перший раунд    | 25-29 липня 2012                     | 110   | 292 → 182 |
| Другий раунд    | 3-5 серпня 2012                      | 56    | 182 → 124 |
| Третій раунд    | 11-12 серпня 2012                    | 46    | 126 → 80  |
| Четвертий раунд | 18-19 серпня 2012                    | 32    | 80 → 48   |
| П'ятий раунд    | 25-26 серпня 2012                    | 16    | 48 → 32   |
| 1/16 фіналу     | 25-26 вересня 2012                   | 16    | 32 → 16   |
| 1/8 фіналу      | 27-29 листопада 2012                 | 8     | 16 → 8    |
| 1/4 фіналу      | 11-13 грудня 2012/16 січня 2013      | 8     | 8 → 4     |
| 1/2 фіналу      | 30 січня-3 березня/2-27 березня 2013 | 4     | 4 → 2     |
| Фінал           | 9 травня 2013                        | 1     | 2 → 1     |

## 1/16 фіналу
| Команда 1             | Рахунок         | Команда 2                    |
| --------------------- | --------------- | ---------------------------- |
| 25 вересня 2012       |                 |                              |
| Мускрон-Перювельз (2) | 2:3 дч          | Стандард (Льєж)              |
| 26 вересня 2012       |                 |                              |
| Монс                  | 3:0             | Валлоне Сіне (3)             |
| Локерен               | 3:0             | Дессел Спорт (2)             |
| Гент                  | 8:0             | Бохольтер ВВ (3)             |
| Вайт Стар Волуве (2)  | 1:2 дч          | Кортрейк                     |
| Андерлехт             | 2:0             | Буссу Дур (2)                |
| Брюгге                | 3:0             | Волуве-Завентем (3)          |
| Зюлте-Варегем         | 1:0             | Коксейде (3)                 |
| Уніон Сент-Жілуаз (3) | 0:6             | Генк                         |
| Вестерло (2)          | 2:0             | Льєрс                        |
| Дейнзе (3)            | 2:4 дч          | Шарлеруа                     |
| Остенде (2)           | 2:1             | Ауд-Геверле                  |
| Мехелен               | 6:0             | Роял Ентенте Бертрігойзе (3) |
| Брюссель (2)          | 1:3 дч          | Ваасланд-Беверен             |
| Хокстратен (3)        | 1:3             | Серкль (Брюгге)              |
| Сінт-Трейден (2)      | 1:1 дч пен. 4:2 | Беєрсхот                     |

## 1/8 фіналу
| Команда 1         | Рахунок         | Команда 2        |
| ----------------- | --------------- | ---------------- |
| 27 листопада 2012 |                 |                  |
| Андерлехт         | 2:0 дч          | Мехелен          |
| 28 листопада 2012 |                 |                  |
| Вестерло (2)      | 5:5 дч пен. 2:4 | Сінт-Трейден (2) |
| Гент              | 0:0 дч пен. 4:2 | Локерен          |
| Зюлте-Варегем     | 2:2 дч пен. 4:2 | Шарлеруа         |
| Кортрейк          | 1:0             | Монс             |
| Ваасланд-Беверен  | 0:3             | Остенде (2)      |
| Брюгге            | 0:1             | Серкль (Брюгге)  |
| 29 листопада 2012 |                 |                  |
| Генк              | 1:0             | Стандард (Льєж)  |

## 1/4 фіналу
| Команда 1                    | Заг. | Команда 2   | 1-й матч | 2-й матч |
| ---------------------------- | ---- | ----------- | -------- | -------- |
| 11 грудня 2012/16 січня 2013 |      |             |          |          |
| Гент                         | 1:2  | Андерлехт   | 1:1      | 0:1      |
| 12 грудня 2012/16 січня 2013 |      |             |          |          |
| Серкль (Брюгге)              | 4:2  | Остенде (2) | 2:1      | 2:1      |
| Сінт-Трейден (2)             | 0:1  | Кортрейк    | 0:0      | 0:1      |
| 13 грудня 2012/16 січня 2013 |      |             |          |          |
| Зюлте-Варегем                | 1:5  | Генк        | 0:5      | 1:0      |

## 1/2 фіналу
| Команда 1               | Заг.         | Команда 2       | 1-й матч | 2-й матч |
| ----------------------- | ------------ | --------------- | -------- | -------- |
| 30 січня/2 березня 2013 |              |                 |          |          |
| Андерлехт               | 1:1 пен. 6:7 | Генк            | 1:0      | 0:1 дч   |
| 3/27 березня 2013       |              |                 |          |          |
| Кортрейк                | 3:4          | Серкль (Брюгге) | 1:2      | 2:2      |

## Фінал
| 9 травня 2013 21:45 (UTC+2) |

| Серкль (Брюгге) | 0:2      | Генк                    |
| --------------- | -------- | ----------------------- |
|                 | Протокол | Кумордзі 85' Воссен 89' |

| Стадіон імені короля Бодуена, Брюссель Глядачів: 43 000 Арбітр: Йоган Вербіст |